# MPM-10
MPM-10（法語：Montréal Pneumatic Material 2010），也被称为AZUR，是加拿大蒙特利尔地铁第三代且最新一代的胶轮地铁。 它们由庞巴迪运输和阿尔斯通自2014年开始生产。 第一列已于2016年2月7日在橙线投入运营，并于2018年取代了全部的第一代MR-63型列车。

## 历史
2006年5月， 魁北克政府宣布就价值12亿美元的合同进行谈判，以替换336辆MR-63型列车，当时称为MR-08型。 阿尔斯通对不经招标直接将合同授予庞巴迪感到沮丧。 STM和庞巴迪之间的谈判一直持续到2007年。 谈判的重点是项目的成本控制，合同条款，列车规格和维护。 如果谈判失败，魁北克政府和STM将恢复招标程序。 
2008年1月10日， 魁北克高级法院法官乔尔·西尔科夫做出了关于阿尔斯通对魁北克政府交通部提起法律诉讼的决定。后者试图绕开招标程序，理由是庞巴迪是唯一能够履行最终合同的国内候选人。 西尔科夫裁定对阿尔斯通（Alstom）有利，从而使该公司可以对合同进行投标。 
2008年2月6日，魁北克政府决定开始招标程序并将首列车的交付时间推迟9到12个月。 2009年12月， 中车株洲电力机车以比竞争对手低的价格表示有意竞标MR-08合同，并以技术升级为由，提出了一个钢轮列车计划而不是指定的胶轮列车计划。这给了钢轮列车优势。 CSR株洲机车还提议在魁北克兴建工厂，创造多达1000个工作岗位，并满足加拿大标准要求的60％。  西班牙CAF公司也表示对该项目感兴趣，理由是他们在制造胶轮列车方面的经验。  但STM随后拒绝了这两个提议。 
2010年10月，魁北克政府正式将该合同授予了庞巴迪-阿尔斯通财团，价值12亿加元。庞巴迪预计新车将于2014年2月开始投入服务，交付将持续至2018年。   2013年5月，STM完成了隧道的准备工作，以接收第一列测试列车。 这项工作包括在约200m的隧道上碾磨混凝土，激光测量表明，由于新列车的悬架较软，可能会刮擦。  第一列原型车于2013年底揭幕，并于2014年4月交付。  对原型机的测试表明，它与蒙特利尔的基础设施存在一些不兼容之处，包括电力不足。    由于自动化列车控制软件的延误，庞巴迪在2015年1月停产了6个月。  2015年1月，由于软件安装和融资问题，新的Azurs产品暂时停止生产。 截至2015年4月，仅4辆功能齐全的MPM-10型列车已交付给STM，而在停产之前已售出的468辆中，又组装了28辆。 庞巴迪将延误归咎于新列车上负责自动驾驶控制的分包商之一。 到2015年底，问题已解决，列车仍按计划在2018年截止日期之前完成。 
经过六个月的严格测试，第一批新车于2016年2月7日上午10点投入运营，从昂利·布哈沙站出发前往禾度嶺站。 
2017年1月14日，由于发现负向集电靴受到异常的横向力而对靴和靴底座施加了异常的损坏，因此STM将所有列车从循环系统中移除。 从2017年月28日开始，列车将重新投入使用。 
2017年8月14日，第一批Azur部署在绿线上进行测试。 该测试阶段旨在“分析这条线上列车的行为，并分析列车上客户的负担”。 
截至2017年10月，绿线上运行了两列Azur列车，预计将来还会增加其他列车。 
2018年2月，蒙特利尔加扎特网站确认交付了18节免费的额外车厢（两列新列车），使总数量从原始合同增加到54列。 
到2018年5月，已交付了43列Azur，有效代替了MR-63型列车。 
STM在2018年5月28日宣布，魁北克政府已拨款增加MPM-10基本订单，其中包括153节车厢。 这笔额外的订单将取代该系列的旧款和可靠性较差的列车，从而取代MR-73型列车的一部分。 

## 技术指标
新车为54列486辆，在车厢之间设有全宽的过道可供乘客乘坐，从而使载客量比以前的列车高。  MPM-10型列车配备了空气弹簧系统，较大的门窗和轮椅空间，尽管大多数地铁站尚不方便轮椅使用者。 在车厢中，火车还具有更多自然采光，高清电视，新的广播系统和监控摄像头。  MPM-10型列车使用在美国组装的Alstom Optonix IGBT-VVVF牵引系统。 还具有改进的通风功能；但与蒙特利尔的上代列车一样没有空调，而是配备了可调节的乘员通风系统，它们可以将外部空气快速分配到车厢中，从而营造凉爽的环境。 但MPM-10型列车的最大速度与以前的MR-63型列车保持相同，而当前的MR-73型列车为72.4 km/h（45.0 mph）。 鉴于MPM-10型列车的更高载客量，每一列的重量为238吨（每节车厢26.4吨），比MR-63型列车还要重。   

## 运营线路
绿线 （2017-） 
 橙线 （2016-） 

### 测试中
蓝线
 黄线

### 编组
目前（截至2019年3月7日） 
| 行数 | 颜色 | 火车数量      | 编组                                                                               | 注释                                                          |
| ---- | ---- | ------------- | ---------------------------------------------------------------------------------- | ------------------------------------------------------------- |
| 1个  |      | 9列（63辆）   | {10-xx1} + 10-xx2 + 10-xx3 + 10-xx4 + 10-xx5 + 10-xx6 + 10-xx7 + 10-xx8 + {10-xx9} | MR-73型列车和MPM-10型 Azur列车完全取代了历史更久的MR-63型列车 |
| 2    |      | 45列（405辆） | {10-xx1} + 10-xx2 + 10-xx3 + 10-xx4 + 10-xx5 + 10-xx6 + 10-xx7 + 10-xx8 + {10-xx9} | 只有MPM-10 型Azur列车                                         |